# (3303) Merta
(3303) Merta es un asteroide perteneciente al cinturón de asteroides, descubierto el 30 de octubre de 1967 por Luboš Kohoutek desde el Observatorio de Hamburgo-Bergedorf, Hamburgo, Alemania.

## Designación y nombre
Designado provisionalmente como 1967 UN. Fue nombrado Merta en honor al maestro y periodista checo “Frantisek Merta” abuelo del descubridor.